# Gymir
Za kralja mora, pogledajte „Aegir”.
Prema nordijskoj mitologiji, Gymir je bio div (jǫtunn), koji je živio u velikoj kući okruženoj psima, u Jötunheimru. Njegova je kći lijepa božica Gerðr.
U Mlađoj Eddi, Snorri Sturluson je napisao da je drugo Gymirovo ime Ægir, što je inače ime vladara mora. Gymira je Magnus Olsen smatrao zemljanim divom, a John Lindow je spomenuo da je Gymir poznat i kao Geysir.

## Obitelj
Gymir je bio muž div-žene Aurboðe, koja mu je rodila kćer Gerðr. Gerðrin je muž bog Frey te je Gymir bio djed kralja Švedske, poluboga Fjölnira. Prema teoriji, div Beli je bio drugo dijete Gymira i Aurboðe. Gymirov bratić je bio div Þjazi.